# ریوکو هیروسوئه
ریوکو هیروسوئه (انگلیسی: Ryōko Hirosue؛ زاده ۱۸ ژوئیهٔ ۱۹۸۰) یک هنرپیشه اهل ژاپن است.